# Небойша Косович
Небойша Косович (серб. Небојша Косовић, нар. 24 лютого 1995, Никшич) — чорногорський футболіст, півзахисник китайського клубу «Мейчжоу Хакка».
Виступав, зокрема, за клуби «Воєводина», «Партизан» та «Кайрат», а також національну збірну Чорногорії.

## Клубна кар'єра
У дорослому футболі дебютував 2011 року виступами за команду клубу «Воєводина», в якій провів три сезони, взявши участь у 30 матчах чемпіонату.
Згодом з 2014 року грав у складі команд клубів «Стандард» (Льєж) та «Уйпешт».
До складу клубу «Партизан» приєднався 2015 року. Відтоді встиг відіграти за белградську команду 37 матчів в національному чемпіонаті.

## Виступи за збірні
У 2010 році дебютував у складі юнацької збірної Чорногорії, взяв участь у 9 іграх на юнацькому рівні, відзначившись одним забитим голом.
Протягом 2013–2017 років залучався до складу молодіжної збірної Чорногорії. На молодіжному рівні зіграв у 15 офіційних матчах.
У 2017 році дебютував в офіційних матчах у складі національної збірної Чорногорії.

## Титули і досягнення
- Володар Кубка Угорщини (1):

«Уйпешт»: 2013-14
- Володар Суперкубка Угорщини (1):

«Уйпешт»: 2014
- Чемпіон Сербії (1):

«Партизан»: 2016-17
- Володар Кубка Сербії (3):

«Партизан»: 2015-16, 2016-17, 2017-18
- Чемпіон Казахстану (1):

«Кайрат»: 2020
- Володар Кубка Казахстану (1):

«Кайрат»: 2021